# Arne Andersen, Vrå
Arne Andersen, Vrå A/S er en dansk bygge- og anlægsvirksomhed med hovedkvarter i Vrå. Arne Andersen, Vrå har total- og hovedentrepriser som kerneforretning, med projekter primært indenfor boligbyggeri, institutionsbyggeri, erhvervsbyggeri og landbrugsbyggeri. Virksomheden ejes af og blev etableret af Arne Lindhardt Andersen i Vrå i 1975, dengang var det en tømrerforretning. I 2023 havde de ca. 150 ansatte.